# Parodia columnaris
Parodia columnaris (лат.) — кактус, вид рода Пародия (Parodia) семейства Кактусовые (Cactaceae), эндемик Боливии.

## Ботаническое описание
Parodia columnaris — кактус, преимущественно растёт в гуппах, со стеблями от булавовидной до цилиндрической формы высотой до 30 см и диаметром до 25 см. Стебель разделён на 12-13 мелких ровных рёбер. Белые ареолы с возрастом становятся серыми. Колючки, выходящие из ареол, жёсткие и щетинистые. Единственная серая центральная колючка слегка изогнута вниз длиной 1-2 см, а 7-8 серых радиальных колючек длиной 1-1,8 см лежат на поверхности стеблей.
Цветки бледно-жёлтые в форме колокольчиков диаметром от 0,3 до 1 см и длиной до 2,2 см. Цветочная трубка сужена над околоплодником, покрыта коричневыми щетинками и волосками. Столбик светло-жёлтый. Плоды, которые при созревании почти сухие, покрыты белыми волосками диаметром до 0,4 см, содержат очень мелкие блестящие чёрные семена.

## Таксономия
Вид Parodia columnaris был впервые описан Мартином Карденасом в 1951 году. Видовой эпитет — от латинского «столбчатый».

## Распространение и местообитание
Parodia columnaris — эндемик Боливии. Встречается в департаментах Кочабамба и Санта-Крус на высотах от 1 000 до 1 600 м.

## Охранный статус
Красная книга МСОП относит вид к «видам, близким к уязвимому положению».